# Aeonium robustum
Aeonium robustum är en fetbladsväxtart som beskrevs av Bañares. Aeonium robustum ingår i släktet Aeonium och familjen fetbladsväxter. Inga underarter finns listade i Catalogue of Life.